# Karabin maszynowy KPW
KPW – radziecki wielkokalibrowy karabin maszynowy. W wersji KPWT podstawowe uzbrojenie radzieckich transporterów opancerzonych.

## Historia
W 1940 roku rozpoczęto w ZSRR produkcję naboju 14,5 × 114 mm. Nabój ten został zaprojektowany jako amunicja karabinów przeciwpancernych. W miarę upływu czasu skuteczność tego rodzaju broni spadała (pojawiły się nowe modele czołgów o grubszym pancerzu) i karabiny przeciwpancerne coraz częściej służyły jako broń do niszczenia umocnionych stanowisk ogniowych.
Duża skuteczność naboju 14,5 mm w zwalczaniu tego rodzaju celów spowodowała rozpoczęcie prac nad karabinem maszynowym kalibru 14,5 mm. W 1944 roku był gotowy prototyp skonstruowanego przez S. W. Władimirowa. Kołową podstawę karabinu opracował A. A. Charykin. W następnych latach karabin był produkowany seryjnie, ale oficjalnie do uzbrojenia przyjęto go dopiero w 1949 roku jako PKP.
Po opracowaniu wersji karabinu maszynowego piechoty rozpoczęto prace nad wersją przeciwlotniczą. Powstało kilka podstaw przeciwlotniczych różniących się konstrukcją i liczbą umieszczonych na podstawie karabinów maszynowych.
W latach 50. skonstruowano wersję czołgową karabinu maszynowego KPW (nazwaną KPWT), w którą uzbrajano kolejne typy radzieckich transporterów rozpoznawczych, czołgów ciężkich i dział pancernych.
Karabin maszynowy PKP był od lat 60. XX w. wycofywany z uzbrojenia, ale produkcja wersji przeciwlotniczych i pokładowej była kontynuowana.
Obecnie (2006 r.) KPW jest produkowany w ChRL, KRLD i Bułgarii. Był produkowany również w Rumunii. Od lat 60. KPWT był produkowany również w Polsce w ZM Tarnów. Poza Rosją różne wersje KPW znajdują się na uzbrojeniu większości krajów zaopatrujących się w broń w byłych państwach Układu Warszawskiego.

## Wersje
- PKP – pierwsza wersja seryjna. Karabin maszynowy KPW osadzony na podstawie kołowej, przystosowany do prowadzenia ognia do celów naziemnych.
- ZPU-1 – wersja przeciwlotnicza na podstawie skonstruowanej przez E.D. Wodopjanowa i E.K. Raczyńskiego, przyjęta do uzbrojenia Armii Radzieckiej w 1949 roku. Na podstawie zamocowany jest jeden km KPW.
- ZPU-2 – wersja przeciwlotnicza. Na podstawie umieszczone są dwa sprzężone karabiny maszynowe KPW. ZPU-2 była używana przez Wojsko Polskie jako PKM-2 (Przeciwlotniczy Karabin Maszynowy).
- ZPU-4 – wersja przeciwlotnicza. Na podstawie umieszczone są cztery sprzężone karabiny maszynowe KPW.
- ZU-2 – wersja przeciwlotnicza. Na podstawie umieszczone są dwa sprzężone karabiny maszynowe KPW. ZPU-2 była używana przez Wojsko Polskie jako PKMZ-2 (Przeciwlotniczy Karabin Maszynowy Zmodernizowany).
- ZGU-1 – wersja przeciwlotnicza. Produkowana od 1968 roku. Wyposażona w jeden karabin maszynowy KPWT-1 (KPWT bez elektrospustu i pneumatycznego mechanizmu przeładowania).
- KPWT – wersja pokładowa. Posiada wymienną lufę, elektrospust, pneumatyczny mechanizm przeładowania i osłonę lufy o większej średnicy niż KPW. Montowany w wieżach czołgu T-10M, opancerzonego samochodu zwiadowczego BRDM-2 i transporterów BTR-60, BTR-70, BTR-80, SKOT i OT-90. Znajdował się też w uzbrojeniu działa pancernego SU-122-54.

## Opis
KPW jest bronią samoczynną. Zasada działania oparta na krótkim odrzucie lufy. KPW strzela z zamka otwartego. Zamek dwuczęściowy składa się z trzonu zamkowego i tłoka zaporowego. W tłoku umieszczono szczęki z występami ryglowymi i wycięcia prowadzące naboje i łuski. Obie części zamka łączy trzpień pełniący rolę przyspieszacza, zakończony rolkami. Zamek ryglowany przez obrót tłoka zaporowego. Obrót tłoka (za pośrednictwem trzpienia) powodują skośne wycięcia w trzonie zamkowym. Odryglowanie zamka następuje wskutek przetoczenia się rolek trzpienia po wycięciach wewnątrz komory zamkowej, w trakcie odryglowania następuje przyspieszenie ruchu zamka (kosztem spowolnienia ruchu lufy).
Wyciąg sztywny, znajduje się w tłoku zaporowym, jego rolę pełnią wycięcia prowadzące tłoka zaporowego, KPW nie ma wyrzutnika, łuska jest wyrzucana przez kolejny nabój wsunięty w wycięcia prowadzące przez podajnik (łuski wyrzucane są do dołu). Mechanizm uderzeniowy bijnikowy, rolę bijnika pełni trzon zamkowy. Mechanizm spustowy tylko do ognia ciągłego. KPW nie posiada bezpiecznika nastawnego.
KPW jest bronią zasilaną przy pomocy metalowej taśmy segmentowej z ogniwami zamkniętymi (segmenty 10-nab.). Zasilanie lewo- lub prawostronne (zmiana kierunku zasilania wymaga przełożenia kilku części), donośnik przesuwakowy napędzany przez występy trzonu zamkowego za pośrednictwem listwy. Przesuwanie taśmy podczas odrzutu części ruchomych. Donoszenie pośrednie. Nabój jest wysuwany z taśmy do tyłu za pomocą wyłuskiwacza, następnie wahliwy podajnik sprowadza go na linię dosyłania, a tłok zaporowy dosyła do komory nabojowej.
Lufa szybkowymienna, o chromowanym przewodzie, zakończona urządzeniem wylotowym pełniącym rolę tłumika płomienia i odrzutnika. Lufa otoczona jest perforowaną osłoną. Do osłony zamocowany jest chwyt transportowy ułatwiający wymianę lufy.
Przyrządy celownicze mechaniczne tylko w wersji PKP (celownik krzywiznowy o nastawach 100–2000 m). W pozostałych wersjach przyrządy celownicze montowane są na podstawie lub w wieży pojazdu.